# Assa Baing (album de Landy)
Albums de Landy
A-One
(2020)
Assa Baing est le premier album de Landy sorti le 8 mars 2019.

## Liste des pistes
| No  | Titre                                              | Compositeur(s)       | Durée |
| --- | -------------------------------------------------- | -------------------- | ----- |
| 1.  | Déter                                              | OGCeleste, DJ Bellek | 3:15  |
| 2.  | Bresom                                             | Pxblo, DJ Bellek     | 3:51  |
| 3.  | Le temps                                           | TaliixoBeatz         | 3:20  |
| 4.  | Association de malfaiteurs (feat. Heuss l'Enfoiré) | Pxblo, DJ Bellek     | 3:21  |
| 5.  | Le Dyonisien                                       | Binguy, DJ Bellek    | 2:45  |
| 6.  | DLV (feat. Marwa Loud)                             | Young Bvngz          | 2:57  |
| 7.  | À la source                                        | CashMoneyAP          | 4:35  |
| 8.  | Renato (feat. Soprano)                             | Pxblo, DJ Bellek     | 3:57  |
| 9.  | Assa Baing                                         | Pxblo, DJ Bellek     | 2:32  |
| 10. | Muerte (feat. Dadju)                               | Binguy, DJ Bellek    | 3:15  |
| 11. | Madame                                             | Noxious              | 3:06  |
| 12. | M'évader                                           | Landy, DJ Bellek     | 3:10  |
| 13. | Chasse à l'homme (feat. Jul)                       | Jul                  | 3:30  |
| 14. | Un gaou à Saint-Denis                              | Binguy, DJ Bellek    | 3:07  |
| 15. | Nouveau jour                                       | BDR                  | 2:22  |
| 16. | On a ça (feat. Naza)                               | DJ Bellek            | 2:57  |
| 17. | Soldat                                             | OGCeleste            | 2:38  |

## Clips vidéos
- Le Dyonisien : 18 février 2019
- Muerte (feat. Dadju) : 26 février 2019
- Bresom : 1er avril 2019
- Un gaou à Saint-Denis : 12 juin 2019
- On a ça (feat. Naza) : 16 août 2019

## Titres certifiés en France
- Chasse à l'homme (feat. Jul)  Or[2]
- Muerte (feat. Dadju)  Platine[3]

## Classements et certifications

### Classement par pays
| Classements (2019)           | Meilleure position |
| ---------------------------- | ------------------ |
| Belgique (Wallonie Ultratop) | 38                 |
| France (SNEP)                | 6                  |
| Suisse (Schweizer Hitparade) | 8                  |

### Certifications et ventes
| Région        | Certification | Ventes/Streams |
| ------------- | ------------- | -------------- |
| France (SNEP) | Platine       | 100 000        |